# İsmail Hakki Bey

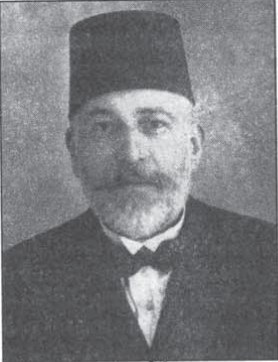
İsmail Hakkı Bey

İsmail Hakkı Bey (* 1865 oder 1866 in Istanbul; † 30. Dezember 1927 ebenda) war ein türkischer Komponist und Musiker während des Osmanischen Reiches. Er besuchte die Grundschule und nahm anschließend eine Lehre als Weber auf und fungierte als Gebetsrufer in der örtlichen Moschee. Wegen seiner Stimme wurde er in den Palast aufgenommen und genoss dort eine musikalische Ausbildung.